# Sporobolus africanus
Sporobolus africanus là một loài thực vật có hoa trong họ Hòa thảo. Loài này được (Poir.) Robyns & Tournay miêu tả khoa học đầu tiên năm 1955.